# The Beatles
The Beatles var et Britisk rock and roll band fra Liverpool, UK. Gruppen bestod i sin mest kendte form af de fire medlemmer Paul McCartney, John Lennon, George Harrison og Ringo Starr. The Beatles blev kendte for deres nytænkende stil og innovation, og anerkendes af de fleste som den mest indflydelsesrige musikgruppe i historien
Gang på gang i løbet gruppens karriere flyttede den grænserne for, hvad der var muligt inden for populærmusikken. Gruppen blev i starten betragtet som et teenagefænomen med vildt hår og skrigende fans. Dens turnéer blev kaotiske pga. horder af fans, der blokerede lufthavne og gader. Årene fra 1963 til 1966, hvor gruppen stoppede sin turnevirksomhed, var højdepunktet i Beatlemania (Beatle-galskaben), som medierne døbte fænomenet.
The Beatles havde sit udgangspunkt i Mersey-beaten, med dens specielle rytme og lyd inspireret af sømændenes import af amerikanske soul-plader. Da gruppen flyttede til London for at indspille plader og derefter fik sit nationale og internationale gennembrud, blev den i høj grad eksponent for British Invasion-genren.
Gruppen var ofte eksperimenterende i sit udtryk, men samtidig i stand til at gøre sine nyskabelser acceptable inden for populærmusikken. Gruppen kombinerede rå beatmusik med bløde ballader, elektriske instrumenter med klassiske arrangementer, indiske instrumenter og båndklip spillet forlæns og baglæns og som tilfældigt sammenklippede lydfragmenter.

## Medlemmer
Gruppen bestod fra den første pladeindspilning i 1962 til sin opløsning i 1970 af John (Winston) Lennon (guitar, klaver, mundharpe og vokal), (James) Paul McCartney (bas, klaver, guitar og vokal, på enkelte numre også trommer), George Harrison (guitar, sitar og vokal) og Ringo Starr (Richard Starkey) (trommer, bongotrommer, tamburin, maracas, håndklap og vokal).
Medlemmerne var som personer vidt forskellige, men fungerede som en meget dynamisk og kreativ enhed.

### John Lennon
John Lennon var stifteren af gruppen og blev af mange betragtet som gruppens leder.
Han var den mest poetiske, hvilket ses i hans sange; det er poesien frem for melodierne der dominerer, i modsætning til Paul McCartney. Han stod for nogle af de mest kendte Beatlessange som f.eks "Lucy in the Sky with Diamonds", "Norwegian Wood", "Come Together", "All You Need Is Love", "Help", "In My Life", "Strawberry Fields Forever" m.fl. Lennon var oprindeligt gruppens rytmeguitarist, men begyndte senere at spille leadguitar sammen med George Harrison.

### Paul McCartney
Paul McCartney var gruppens kønne ansigt og smukke stemme. Han spillede frem for alt bas, men derudover også guitar og trommer. Kompositorisk er han kendt for iørefaldende ballader som "Yesterday", "Hey Jude" og "Eleanor Rigby" og lange symfoniske skæringer som "The Long And Winding Road", men også for nogle af de hårdeste rocksange som "Helter Skelter". Desuden havde han en forkærlighed for den barokke humor, som han fx lader komme til udtryk i "Maxwell's Silver Hammer".

### George Harrison
George Harrison var den eftertænksomme type, der blev religiøst vakt af mødet med hinduismen. Han var musikalsk meget åben og fik introduceret bl.a. indisk folkemusik som en del af lyduniverset hos The Beatles. I dag bliver han omtalt som den stille person i gruppen; dette er dog ikke sandt. Som komponist bidrog han bl.a. med "Here Comes the Sun", "Something", "Taxman" og "While My Guitar Gently Weeps". Han skrev langt færre sange, end Lennon og McCartney gjorde. George Harrison spillede ofte leadguitar, hans stil var meget melodisk. Han brugte nu og da slide og var på mange måder stilskabende. Han havde også et musikalsk fællesskab med Eric Clapton.

### Ringo Starr
Ringo Starr (faktisk Richard Starkey, hans mange fingerringe gav ham navnet "Ringo") var den mindst udfarende som komponist, men havde dog en egen sang på næsten hvert album. Han havde dog ikke selv skrevet dem, bortset fra "Don´t Pass Me By" fra The White Album, og "Octopus' Garden" fra Abbey Road; disse sange fik han en smule hjælp fra de andre til at skrive. Derudover skrev han i fællesskab med Lennon & McCartney "What Goes On" fra Rubber Soul. Han havde stor betydning i gruppen som den, der kunne få kamphanerne til at samarbejde.

### Andre
Ifølge mange iagttagere er produceren George Martin "den femte beatle", da hans arbejde med arrangementer og produktion var altafgørende for den høje kvalitet i gruppens udgivelser. Men ifølge George Martin selv var hans tilknytning til gruppen rent professionel.
I de tidlige år havde gruppen i en periode kunstmaleren Stuart Sutcliffe med på bas og Pete Best på trommer. Stuart Sutcliffe forlod gruppen i 1961 for at hellige sig malerkunsten og døde i 1962 som følge af en hjerneblødning. Stuart Sutcliffe var John Lennons nærmeste ven, og de kendte hinanden fra Liverpool Art School (Liverpools kunstskole). Daværende trommeslager Pete Best blev afskediget af gruppens manager Brian Epstein til fordel for Ringo Starr.
I gruppens sidste år, hvor de udelukkende arbejdede i studier, var enkelte kendte musikere med på deres indspilninger (fx Eric Clapton og Billy Preston), men ingen af dem havde en fast tilknytning til gruppen. Heller ikke John Lennons anden kone Yoko Ono eller Paul McCartneys kone Linda McCartney havde nogen direkte andel i gruppen, skønt rygter vil vide, at de begge forsøgte at præge gruppens arbejde.

## Opstart
The Beatles (dannet marts 1960) tog sit udgangspunkt i John Lennons skifflegruppe "The Quarrymen", og sammen med Paul McCartney dannedes "The Silver Beatles" i 1958. McCartney tog en yngre skolekammerat ved navn George Harrison med, og John Lennon sin kammerat Stuart Sutcliffe.
Gruppen havde en rimelig succes på Liverpools spillesteder, men gruppen søgte til Hamborg for at tjene penge ved at optræde på værtshuse i det berygtede Reeperbahn-kvarter. "Star Club" var gruppens favoritværtshus. Her stiftede de unge drenge bekendtskab med nogle af livets værste sider, bl.a. narkotika, som de anvendte for at klare de lange arbejdsdage på scenen. Gruppen returnerede til Storbritannien, efter at George Harrison var blevet udvist fra Tyskland. Han var endnu ikke fyldt 18 og kunne derfor ikke få arbejdstilladelse.
Efter et kort ophold i Liverpool tog gruppen endnu en tur til Hamborg. Gruppen havde da fået en ny manager i form af Brian Epstein, som ville have, at deres stil blev lagt om, og gruppen accepterede betingelserne. Han arbejdede i sin fars pladeforretning i Liverpool og havde gode kontakter inden for musikbranchen. Gruppen fik rutine og – efter råd fra Brian Epstein – tjente ekstra penge. Under opholdet i Hamborg mødte de Klaus Voormann og Astrid Kirchherr, som efter sigende designede den berømte Beatles-frisure, efter at gruppen havde været på en badetur.
En stor del af gruppens image i de tidlige år - pagehår, lædertøj og de specielle støvler - kom til under deres ophold i Hamborg i 1962. Især den lange pagefrisure var en stor provokation. De opførte sig også på en måde overfor publikum, som den gang var uhørt. De kunne faktisk stå og svine folk til, uden at der var nogen, der blev sure over det, fordi de gjorde det på så sjov en måde, at folk nogle gange var færdige af grin.
De første pladeudgivelser var især baseret på singler: Love Me Do/P.S. I Love You, udgivet 5. oktober 1962, og Please Please Me/Ask Me Why, udgivet 11. januar 1963. Disse blev senere genudgivet bundtvis på LP-plader. Indspilningerne skete i et heldigt samarbejde med produceren George Martin, der med sin baggrund som klassisk komponist kunne introducere Beatlerne til hele paletten af klassiske instrumenter. Der er ingen tvivl om, at George Martin har haft enorm indflydelse på gruppens tekniske og musikalske udvikling, selvom han ikke egentlig var en del af gruppen.
I løbet af årene 1962-1965 flyttede gruppen sig fra at være en ren rockgruppe (dengang kaldet beat) til at inddrage ballader (Yesterday) og symfoniske værker (Eleanor Rigby). Højdepunktet i Beatlemania blev nået i 1964, da der var Beatles-indspilninger på de første fem (og syv af de første ti) pladser på Billboard Magazines Top Pop Singles Chart, - en bedrift der endnu ikke er gentaget eller overgået. På hjemmefronten blev deres succes så stor, at dronning Elizabeth tildelte gruppens medlemmer ordenen MBE. Også her kom der stærke reaktioner i form af returnerede medaljer fra krigsveteraner.

## Turnéen i USA
I 1966 stoppede gruppen sin turnévirksomhed for at hellige sig studieproduktionerne. Beslutningen udløstes også af USA-turnéen. 13. august 1966 holdt gruppen koncert i Detroit;  19. august stod Memphis for tur. Stemningen var ladet. Borgmesteren havde med rene ord sagt, at Beatles ikke var velkomne i hans by. Deres to koncerter var flere gange forsøgt aflyst, og 80 politimænd udkaldt for at holde orden. Paradoksalt nok skete det her i Memphis, som Beatles havde været så optaget af; Elvis Presleys hjemby, hvor Brian Epstein kun fem måneder tidligere havde undersøgt mulighederne for at indspille albummet Revolver i soulmusikselskabet Stax' studio; men grundet manglende sikkerhed og bomuligheder blev studioopholdet aflyst. Baptistpastoren Jimmy Stroud samlede sine tilhængere i protest mod John Lennons udsagn: "We're more popular than Jesus now; I don't know which will go first – rock 'n' roll or Christianity."  Ku Klux Klan havde sømmet Beatles-album til sine kors. "Go Home Beatles" og "Help keep communism out of the USA" stod der på plakaterne. Gruppen havde nemlig offentligt fordømt USAs rolle i Vietnamkrigen og dertil sikret et kontraktfæstet forbud mod segregation af koncertdeltagerne ud fra hudfarve. Et minut ind i Harrisons If I needed someone lød et brag på scenen. Gruppen vendte sig hurtigt mod John Lennon, i frygt for at han var blevet skudt. To piger havde luret en båndoptager med ind på koncerten, og på optagelsen høres et højt smæld. En dreng havde smidt en cherry bomb (= "kirsebærbombe", nærmest en type kanonslag) op på scenen, men utrolig nok fortsatte bandet at spille; de tabte knapt et taktslag. Lennon dedikerede ovenikøbet nummeret Nowhere Man til gerningsmanden. Først senere fortalte medlemmerne om den dødsangst, de havde oplevet oppe på scenen. Afgørelsen om aldrig at turnere igen skal gruppen have taget to dage senere, indelåst i et armeret køretøj uden sæder. 

## Højdepunktet
I årene 1966-69 lavede de stadigt mere avancerede produktioner. Albummet Sgt. Pepper's Lonely Hearts Club Band blev en af de mest grænseoverskridende pladeudgivelser i 1960'erne. Pladen var et koncept, hvor helheden mellem musik, tekst og det grafiske layout på pladeomslaget blev integreret i ét sammenhængende udtryk. Bandet fremstår i sine uniformer som et musikkorps fra kong Edward 7.s tid i starten af 1900-tallet.
The Beatles var utroligt dygtige til at placere sig i mediebilledet. De udnyttede alle de nye medier og muligheder til det yderste. De var i meget høj grad bevidste om deres PR-muligheder. Gruppen indspillede to spillefilm, A Hard Day's Night (1964) og Help! (1965). I samme periode lykkedes det gruppen at erobre det amerikanske marked på deres første turné og med deres anden turné at afholde en serie af koncerter med et næsten mytisk renommé (Hollywood Bowl og Shea Stadium). Gruppens første optræden på amerikansk TV i The Ed Sullivan Show blev set af ca. 100 millioner amerikanere, hvilket fortsat er et af de højeste antal seere nogensinde. I 1967 optrådte The Beatles med All You Need Is Love i tv-programmet Our World. Det var det allerførste globalt satellit-transmitterede tv-program, og nåede ud til et publikum på 400 millioner i 26 forskellige lande. Denne globale distributionsform blev gentaget i 2010 i Starbucks' virale kampagne med den samme sang.

## Gradvis opløsning
Den indbyrdes dynamik i gruppen betød også, at de fire musikere gradvist gled i hver sin retning. Hele deres karriere i 1960'erne var én lang udviklingsproces. I 1967 døde deres manager Brian Epstein, og gruppen forsøgte først selv at styre både økonomi og – ikke mindst – hinanden. Gruppen tilbragte den tidlige del af 1968 i Rishikesh, Uttar Pradesh, Indien, hvor de studerede transcendental meditation hos Maharishi Mahesh Yogi. I 1968 forsøgte gruppen at oprette sit eget produktionsselskab, Apple Records, de dels for at varetage gruppens egne produktioner, dels som katalysator for nye talenter, og blandt andre Mary Hopkin nød godt af det. Forretningsmæssigt var det derimod en katastrofe, og stærkt medvirkende til gruppens endelige opløsning i 1970 og en efterfølgende dramatisk retssag med McCartney på den ene side og de tre øvrige på den anden.
Opløsningstendenserne blev tydelige med gruppens dobbeltalbum The Beatles (også kaldet Det Hvide Album) fra 1968. Her fungerede de fire beatler praktisk talt som hinandens studiomusikere. Den fælles linje var brudt. I starten af 1969 begyndte gruppen på projektet Let it be, hvor et filmhold fulgte gruppen under indspilninger af et nyt album. Desværre var projektet alt for sent ude. Filmen viser en gruppe i fuld opløsning, med skænderier og manglende samarbejde. John Lennon var mere optaget af Yoko Ono end af The Beatles. Gruppens sidste offentlige optræden - kendt som deres rooftop concert på toppen af Apple-bygningen i London (3 Savile Row) - indgik i Let it be-filmen. Koncerten fandt sted lige i frokostpausen, og folk strømmede til, så trafikken standsede. Efter 42 minutter og fem sange måtte politiet derfor afbryde foretagendet. Projektet med filmen og albummet blev lagt på hylden pga. utilfredshed med resultatet. Ingen i projektet var nu i tvivl om, at The Beatles var et overstået kapitel. George Martin blev noget overrasket over igen at blive kontaktet af gruppen for at indspille endnu et album. Det lykkedes de fire at indspille et af de mest helstøbte og stærkeste album i gruppens karriere. I slutningen af 1969 kom albummet Abbey Road på gaden. Ganske symptomatisk hed det sidste nummer på pladen The End, også selvom det efterfulgtes af et lille humoristisk klip kaldet Her Majesty. Gruppen besluttede efter en tænkepause at lade produceren Phil Spector prøve at rette op på det sløje resultat fra indspilningerne af Let it be. Et lidt rodet album, men alligevel med klassikere som Let it Be og Across the Universe. Allerede i slutningen af 1969 havde John Lennon meddelt de tre andre, at han ville i gang med en solokarriere. I foråret 1970 blev The Beatles officielt opløst.
Der har konstant været rygter om, at The Beatles skulle gendannes. Men det har kun været løse rygter. Dog har der været et par optrædener, hvor det har været tæt på. Ringo Starr skrev en drillesang Early 1970 om sine tre gamle venner. Omkvædet siger "og når de kommer til byen, ved jeg, at de vil spille med mig", og i 1973 lykkedes det ham at få dem med på den samme plade, Ringo – dog ikke samtidig. På dens første skæring spillede Ringo Starr, John Lennon, George Harrison og Klaus Voormann sammen på Lennons ironiske og selvbiografiske nummer I'm the Greatest.
Til den store velgørenhedskoncert Live Aid i 1985 var der rent faktisk en aftale om, at de tre stadig levende beatler (John Lennon var død i 1980) skulle optræde sammen, men Ringo Starr bakkede ud. Det blev derfor kun en solooptræden af en skuffet McCartney. I 1995 lavede beatlerne endnu et mediestunt, da de udgav det første album i trilogien The Beatles Anthology. Det viste sig, at Yoko Ono havde givet de tre beatler et par demobånd med de to ikke tidligere udgivne sange Free as a Bird og Real Love. Begge numre var sange af John Lennon. Derudover blev sangen Now and Then overgivet til de tre beatler, dog uden at den blev færdiggjort. Sammen havde de arrangeret sangene og tilføjet deres egne stemmer og instrumentering. De to nye beatles-sange indgik i serien af gamle fraklip samlet af den officielle Beatles-biograf Mark Lewisohn. Lennon & McCartney fremstår blandt 1900-tallets store komponister på linje med Bob Dylan og George Gershwin.
I 2023 gjorde The Beatles et sidste comeback, da sangen Now And Then blev færdiggjort af Paul og Ringo og udgivet som single sammen med en remastered udgave af 1962-singlen "Love Me Do". I Storbritannien nåede den førstepladsen på hitlisterne. Sangen gav dem tidligt i 2025 en Grammy.

## Udgivelser

### Diskografi
Gruppens officielle album er:
- Please Please Me, 22. marts 1963
- With the Beatles, 22. november 1963
- A Hard Day's Night, 10. juli 1964
- Beatles for Sale, 4. december 1964
- Help!, 6. august 1965
- Rubber Soul, 3. december 1965
- Revolver, 5. august 1966
- Sgt. Pepper's Lonely Hearts Club Band, 1. juni 1967
- Magical Mystery Tour (dobbelt-EP), 8. december 1967
- The Beatles ("The White Album"), 22. november 1968
- Yellow Submarine, 13. januar 1969
- Abbey Road, 26. september 1969
- Let It Be, 8. maj 1970

Gruppens officielle singleudgivelser er:
- Love Me Do/P.S. I Love You, Parlophone, 5. oktober 1962
- Please Please Me/Ask Me Why, Parlophone, 11. januar 1963
- From Me to You/Thank You Girl, Parlophone, 11. april 1963
- She Loves You/I'll Get You, Parlophone, 23. august 1963
- I Want to Hold Your Hand/This Boy, Parlophone, 29. november 1963
- Can't Buy Me Love/You Can't Do That, Parlophone, 20. marts 1964
- A Hard Day's Night/Things We Said Today, Parlophone, 10. Juli 1964
- I Feel Fine/She's a Woman, Parlophone, 27. november 1964
- Ticket to Ride/Yes It Is, Parlophone,9. april 1965
- Help!/I'm Down, Parlophone, 23. juli 1965
- We Can Work It Out/Day Tripper, Parlophone, 3. december 1965
- Paperback Writer/Rain, Parlophone, 10. juni 1966
- Yellow Submarine/Eleanor Rigby, Parlophone, 5. august 1966
- Penny Lane/Strawberry Fields Forever, Parlophone, 17. februar 1967
- All You Need Is Love/Baby You're a Rich Man, Parlophone, 7. juli 1967
- Hello Goodbye/I Am the Walrus, Parlophone, 24. november 1967
- Lady Madonna/The Inner Light, Parlophone, 15. marts 1968
- Hey Jude/Revolution, Apple, 30. august 1968
- Get Back/Don't Let Me Down, Apple, 11. april 1969
- The Ballad of John and Yoko/Old Brown Shoe, Apple, 30. maj 1969
- Something/Come Together, Apple, 31. october 1969
- Let It Be/You Know My Name (Look Up the Number), Apple, 6. marts 1970

Efter opløsningen udkom nogle opsamlingsalbum med originalt materiale:
- The Beatles at the Hollywood Bowl, 6. maj 1977 (Koncertoptagelser fra 23. august 1964 og 30. august 1965 i the Hollywood Bowl).
- Rarities (UK version), 2. december 1978 (B-sider, tysksprogede (sic!) versioner ("Sie Liebt Dich" og "Komm Gibt Mir Deine Hand")).
- Rarities (US version), Capitol, 24. marts 1980.
- The Hamburg Tapes, Volume 3, 1983 (Liveoptagelser med The Beatles fra Star-Club i Hamburg 1962 optaget af Ted Taylor fra King Size Taylor and the Dominos)
- Past Masters, Volume One, 7. marts 1988 (singler fra 1962-1965 og andre numre som ikke er med på albummer fra de tidlige år).
- Past Masters, Volume Two, 7. marts 1988 (singler fra 1965-1970 og andre numre som ikke er med på albummer fra de sene år).

Note: Past Masters skulle supplere de originale albummer med de numre der ikke var udkommet på et originalalbum, således at alle originale Beatles indspilninger nu kunne fås på CD. Albummene består af singler (A- og B-sider), en EP fra 1964, nogle tysksprogede versioner, single-udgaverne af "Get Back" og "Let It Be" og endelig den oprindelige udgave af "Across the Universe" med fuglefløjt.
- Live at the BBC, 30. november 1994 (indeholder mere end 60 radio-liveoptagelser fra BBC optaget i 1963-1964)
- Anthology 1, 21. november 1995 (Indeholder tidlige optrædener, fraklip, demo- og koncertoptagelser fra perioden 1958-1964 og indspilningen Free as a Bird).
- Anthology 2, 18. marts 1996 (Indeholder nogle ikke tidligere udgivne optagelser, koncertoptagelser, demoer og fraklip fra perioden 1965-1968.Derudover den nye indspilning "Real Love").
- Anthology 3, 28. oktober 1996 (Indeholder nogle ikke tidligere udgivne optagelser, koncertoptagelser, demoer og fraklip fra perioden 1968 og frem).
- Yellow Submarine Songtrack, 13. september 1999. Remaster af lydsporet til filmen.
- Let It Be... Naked, 17. november 2003 (Remaster og remix af de originale optagelser som arrangeret af George Martin. Altså uden Phil Spectors kor og strygere.
- Love, 20. november 2006 (Soundtrack album til brug for forestillingen Love af Cirque du Soleil remixet af George Martin og hans søn Giles Martin).
- On Air - Live at the BBC Volume 2, 11. november 2013 (indeholder 40 radio-liveoptagelser fra BBC optaget i 1963-1964 og 23 interviews).
- The Beatles at the Hollywood Bowl - remixet og udvidet, 9. september 2016 (Koncertoptagelserne fra the Hollywood Bowl er remixet af Giles Martin og udsendt sammenfaldende med dokumentarfilmen The Beatles: Eight Days a Week, instrueret af Ron Howard).

### Film
- A Hard Day's Night, 1964
- Help!, 1965
- Magical Mystery Tour, 1967
- Yellow Submarine, 1968 (tegnefilm af Heinz Edelmann, med sange af the Beatles og underlægningsmusik af George Martin.) Det er The Beatles selv, der lægger stemmer til de tegnefilmsfigurer, der forestiller dem.
- Let It Be, 1970
- The Beatles anthology, 2003, 5 DVD'er

### Bøger
- The Beatles : anthology / editorial team: Brian Roylance m.fl. 2000. 367 sider, illustreret. Forlag: Cassell. – ISBN 0-304-35605-0
- Lewisohn, Mark: The complete Beatles chronicle. Paperback edition. 2000. 365 sider, illustreret. Forlag: Hamlyn. ISBN 0-600-60033-5
- Lewisohn, Mark: EMI's the Complete Beatles Recording Sessions: The Official Story of the Abbey Road Years. Hamlyn. ISBN 0-600-55798-7
- Krasker, Eric, Les Beatles – Enquête sur un mythe 1960-1962, Paris, Séguier, 2003. ISBN 2-84049-373-X
- Krasker, Eric, The Beatles – Fact and Fiction 1960-1962, Paris, Séguier, 2009. ISBN 978-2-84049-523-9

Mere om 
Beatles

## Historiske registreringer
- 12. juni 1965 - 12. juni - The Beatles modtager MBE
- 15. august 1965 - The Beatles spiller den første store stadionkoncert for 55.600 tilskuere på Shea Stadium i New York City
- 20. oktober 1965 - The Beatles får en guldplade for singlen Yesterday